# Diocesi di Loja
La diocesi di Loja (in latino: Dioecesis Loiana) è una sede della Chiesa cattolica in Ecuador suffraganea dell'arcidiocesi di Cuenca. Nel 2021 contava 447.550 battezzati su 457.730 abitanti. È retta dal vescovo Walter Jehowá Heras Segarra, O.F.M.

## Territorio
La diocesi comprende la provincia ecuadoriana di Loja.
Sede vescovile è la città di Loja, dove si trova la cattedrale dell'Immacolata Concezione. 
Il territorio è suddiviso in 84 parrocchie.

## Storia
La diocesi è stata eretta il 29 dicembre 1862, ricavandone il territorio dalla diocesi di Cuenca (oggi arcidiocesi).
Il 26 luglio 1954 ha ceduto una porzione del suo territorio a vantaggio dell'erezione della prelatura territoriale di El Oro (oggi diocesi di Machala).
Originariamente suffraganea dell'arcidiocesi di Quito, il 9 aprile 1957 è entrata a far parte della provincia ecclesiastica dell'arcidiocesi di Cuenca.

## Cronotassi dei vescovi
Si omettono i periodi di sede vacante non superiori ai 2 anni o non storicamente accertati.
- José María Masiá, O.F.M. † (17 settembre 1875 - 15 gennaio 1902 deceduto)
  - Sede vacante (1902-1907)
- Juan José Antonio Eguiguren-Escudero † (6 marzo 1907 - 18 dicembre 1910 deceduto)
- Carlos María Javier de la Torre † (30 dicembre 1911 - 21 agosto 1919 nominato vescovo di Bolívar)
- Guillermo José Harris y Morales † (7 maggio 1920 - 10 febbraio 1944 deceduto)
- Nicanor Roberto Aguirre Baus † (23 ottobre 1945 - 10 ottobre 1956 dimesso[2])
- Juan María Riofrío, O.P. † (10 ottobre 1956 - 24 giugno 1963 deceduto)
- Luís Alfonso Crespo Chiriboga † (2 novembre 1963 - 21 settembre 1972 deceduto)
- Alberto Zambrano Palacios, O.P. † (11 dicembre 1972 - 2 maggio 1985 dimesso)
- Hugolino Cerasuolo Stacey, O.F.M. † (2 maggio 1985 - 15 giugno 2007 ritirato)
- Julio Parrilla Díaz (18 aprile 2008 - 12 gennaio 2013 nominato vescovo di Riobamba)
- Alfredo José Espinoza Mateus, S.D.B. (20 dicembre 2013 - 5 aprile 2019 nominato arcivescovo di Quito)
- Walter Jehowá Heras Segarra, O.F.M., dal 31 ottobre 2019[3]

## Statistiche
La diocesi nel 2021 su una popolazione di 457.730 persone contava 447.550 battezzati, corrispondenti al 97,8% del totale.
| anno | popolazione | popolazione | popolazione | presbiteri | presbiteri | presbiteri | presbiteri                | diaconi | religiosi | religiosi | parrocchie |
| anno | battezzati  | totale      | %           | numero     | secolari   | regolari   | battezzati per presbitero | diaconi | uomini    | donne     | parrocchie |
| ---- | ----------- | ----------- | ----------- | ---------- | ---------- | ---------- | ------------------------- | ------- | --------- | --------- | ---------- |
| 1948 | 176.400     | 180.000     | 98,0        | 70         | 56         | 14         | 2.520                     |         | 27        | 60        | 46         |
| 1966 | 320.000     | 320.000     | 100,0       | 83         | 65         | 18         | 3.855                     |         | 34        | 106       | 40         |
| 1970 | 380.000     | 380.000     | 100,0       | 75         | 55         | 20         | 5.066                     |         | 28        | 167       | 43         |
| 1976 | 440.000     | 450.000     | 97,8        | 76         | 58         | 18         | 5.789                     |         | 42        | 226       | 37         |
| 1980 | 450.000     | 486.000     | 92,6        | 58         | 58         |            | 7.758                     |         | 26        | 230       | 37         |
| 1990 | 420.000     | 430.000     | 97,7        | 75         | 60         | 15         | 5.600                     | 1       | 62        | 198       | 55         |
| 1999 | 520.056     | 524.772     | 99,1        | 114        | 83         | 31         | 4.561                     | 1       | 82        | 216       | 65         |
| 2000 | 523.556     | 532.031     | 98,4        | 133        | 90         | 43         | 3.936                     | 2       | 80        | 256       | 68         |
| 2001 | 511.446     | 522.031     | 98,0        | 110        | 82         | 28         | 4.649                     | 2       | 61        | 255       | 70         |
| 2002 | 511.490     | 522.031     | 98,0        | 132        | 103        | 29         | 3.874                     | 2       | 85        | 185       | 74         |
| 2003 | 520.000     | 539.022     | 96,5        | 128        | 98         | 30         | 4.062                     | 2       | 64        | 264       | 74         |
| 2004 | 523.442     | 552.031     | 94,8        | 120        | 85         | 35         | 4.362                     | 2       | 85        | 255       | 78         |
| 2013 | 584.000     | 632.000     | 92,4        | 165        | 128        | 37         | 3.539                     |         | 106       | 277       | 86         |
| 2016 | 330.131     | 497.235     | 66,4        | 164        | 117        | 47         | 2.012                     |         | 120       | 311       | 86         |
| 2019 | 411.560     | 513.450     | 80,2        | 156        | 122        | 34         | 2.638                     |         | 84        | 350       | 84         |
| 2021 | 447.550     | 457.730     | 97,8        | 150        | 118        | 32         | 2.983                     |         | 54        | 215       | 84         |